# BMP
BMP je nekompresirani slikovni format datoteke u kome je slika razložena na sitne kvadratiće, tzv. piksele. Prilikom digitalizacije slike, svakom pikselu se definira položaj po horizontali i vertikali (x i y), nijansa boje i intenzitet osvijetljenosti. Skup ovih podataka uz podatke o marginama, dimenzijama prikaza i dr. čini slikovnu datoteku s nastavkom .BMP. Zbog činjenice da se za svaki piksel čuva nekoliko podataka, još jednom:
- položaj po horizontali i vertikali (x i y)
- nijansa boje i intenzitet osvijetljenosti

slijedi da slike u BMP slikovnom formatu ispadaju jako velike, jer se npr. samo za boju u sustavu 24 bitne boje za svaki piksel trebaju tri okteta/bajta, plus položaj i intenzitet osvijetljenosti.